# San Luis Peak
San Luis Peak je šestá nejvyšší hora pohoří San Juan Mountains ve Skalnatých horách. Leží na jihozápadě Colorada, v Saguache County.
San Luis Peak leží stranou hlavních vrcholů San Juan Mountains a je součástí chráněné krajinné oblasti La Garita Wilderness.